# Poborowo (Lubomino)
Poborowo (deutsch Friedrichsheide) ist ein Ort in der polnischen Woiwodschaft Ermland-Masuren. Er gehört zur Landgemeinde Lubomino (Arnsdorf) im Powiat Lidzbarski (Kreis Heilsberg).

## Geographische Lage
Poborowo liegt im Nordwesten der Woiwodschaft Ermland-Masuren, 15 Kilometer westlich der Kreisstadt Lidzbark Warmiński (Heilsberg).

## Geschichte
Das kleine Dorf Friedrichsheid, erst nach 1820 amtlich Friedrichsheide genannt, kam 1874 als eine Landgemeinde zum neu errichteten Amtsbezirk Benern (polnisch Bieniewo) im ostpreußischen Kreis Heilsberg.
Im Jahre 1910 waren in Friedrichsheide 104 Einwohner registriert. Ihre Zahl veränderte sich bis 1933 auf 122 und belief sich 1939 auf 108.
1945 fiel das gesamte südliche Ostpreußen in Kriegsfolge an Polen. Friedrichsheide erhielt die  polnische Namensform „Poborowo“ und ist heute eine Ortschaft innerhalb der Gmina Lubomino (Landgemeinde Arnsdorf) im Powiat Lidzbarski (Kreis Heilsberg), von 1975 bis 1998 der Woiwodschaft Olsztyn, seither der Woiwodschaft Ermland-Masuren zugehörig.

## Religion
Poborowo gehört heute wie schon Friedrichsheide vor 1945 zur römisch-katholischen Pfarrei Bieniewo (Benern) im jetzigen Erzbistum Ermland. Außerdem war Friedrichsheide bis 1945 in die evangelische Kirche Wormditt (polnisch Orneta) in der Kirchenprovinz Ostpreußen der Kirche der Altpreußischen Union eingegliedert. Heute ist Poborowo der Diözese Masuren der Evangelisch-Augsburgischen Kirche in Polen zugeordnet.

## Verkehr
Poborowo liegt an einem Landweg, der von Wolnica (Freimarkt) nach Kaszuny (Kaschaunen) führt. Bis 1945 war Freimarkt die nächste Bahnstation. Sie lag an der Bahnstrecke Schlobitten–Bischdorf der Deutschen Reichsbahn, die als Bahnstrecke Nr. 221a Orneta–Sątopy-Samulewo von der Polnischen Staatsbahn nur noch nominell geführt wurde.